# Comic Market
Comic Market (コミックマーケット Komikku Maaketto), eller kort Comiket (コミケット Komiketto) er verdens største messe for hjemmelavede tegneserier, doujinshi, arrangeret to gange årligt over en tredagesperiode i Japans hovedstad Tokyo. Det første Comic Market blev afholdt 21. december 1975 med kun omkring 32 deltagende grupper og anslået 600 besøgende. Siden er besøgstallet imidlertid vokset til lidt over en halv million pr. gang. Afholdelsen varetages af Comic Market Preparatory Committee (ComiketPC).
I modsætning til Japans traditionelle professionelle industri for anime og manga er det her primært almindelige japanske entusiaster, der selv laver og sælger hæfter med korte historier. Da disse doujinshi typisk produceres i små oplag og sjældent genoptrykkes, anses ting solgt på Comic Market for meget sjældne, og videresalg på internettet eller i butikker kan i enkelte tilfælde ske for det tidobbelte af originalprisen.
Comic Market er desuden kendt for sit cosplay-område, hvor folk der er klædt ud som anime- og mangafigurer kan ses og fotograferes.

## Historie
Comic Market blev startet i 1975 af Yoshihiro Yonezawa og en gruppe af venner, herunder Teruo Harada og Jun Aniwa medens de studerede på Meiji Universitet. De ønskede at studere manga og udforske dets potentiale da de kommercielle tilbud efter lukningen af magasinet COM var mainstream og ikke bød på udfordringer. Comic Market blev desuden grundlagt som en fri udgave af SF Taikai-messen.
I 2019 blev de to Comic Market udvidet fra de da traditionelle tre til fire dage med Comic Market 96 fra 9. til 12. august og Comic Market 97 fra 28. til 31. december 2019. Udvidelsen skyldtes renovering af Tokyo Big Sight, der gjorde at der ikke var plads til så mange grupper de enkelte dage som ellers. Firmaboderne var desuden blevet flyttet til Aomi Exhibition Hall, ca. 1,5 km væk. Renoveringen skete forud for Sommer-OL og de Paralympiske Lege, der skulle afholdes i Tokyo i sommeren 2020, og hvor Tokyo Big Sight skulle bruges som pressecenter. Af samme årsag var Comic Market 98 blevet flyttet til 2.-5. maj 2020 i ferieugen Golden Week.
Udbruddet af coronaviruspandemien i foråret 2020 førte imidlertid til, at arrangørerne valgte helt at aflyse Comic Market 98. Oveni blev Sommer-OL og de Paralympiske Lege udskudt til 2021. Det betød at en del af Tokyo Big Sight fortsat ville være optaget frem til efteråret 2021, så Comic Market 99 måtte udskydes fra den planlagte afholdelse i december 2020. 17. november 2020 annoncerede arrangørerne af Comic Market, at de satsede på at afholde Comic Market 99 i andre dele af Tokyo Big Sigt fra 2. til 5. maj 2021. Det blev dog efterfølgende reduceret til 2.-4. maj 2020. Der var imidlertid restriktioner på hvor mange, der kunne være plads til på grund af pandemien, så arrangørerne forventede, at de besøgende måtte deltage i et lotteri om at få adgang. 8. marts 2021 annoncerede arrangørerne imidlertid, at Comic Market 99 blev udskudt endnu en gang, da der forventedes stadig at være restriktioner til maj. 2. august 2021 blev det så annonceret, at Comic Market 99 skulle afholdes 30.-31. december 2021. Pandemien gav godt nok stadig usikkerhed, men det var nødvendigt at give deltagerne en vis forberedelsestid. Til gengæld blev det så også afholdt i en reduceret udgave de nævnte dage.
Comic Market 100 blev afholdt 13-14. august 2022. Der var stadig nogle krav og begrænsninger på besøgstallene men knap så mange. Det samme gjaldt ved Comic Market 101 30.-31. december 2022. Ved Comic Market 102 12.-13. august 2023 håbes dog på, at besøgstallene kan øges.

## Tid og sted
Comic Market afholdes to gange årligt i henholdsvis august og december. De omtales typisk som NatsuComi (夏コミ Natsukomi) og FuyuComi (冬コミ Fuyukomi) (kort for Sommer Comic Market og Vinter Comic Market). NatsuComi er normalt tre dage lang og afholdes over weekenden omkring 15. august. FuyuComi er normalt også tre dage lang og finder som regel sted mellem 28. og 31. december. Fra 1996 er det blevet afholdt i det karakteristiske messecenter Tokyo Big Sight nær Ariake på øen Odaiba i bydistriktet Koutou, Tokyo.
De fleste dele af messen har åbent kl. 10.00-16.00, om end firmaers boder har åbent til kl. 17.00. På messens sidste dag lukker firmaboder og cosplayområdet dog en time før, hhv. kl. 16.00 og 15.00. Grundet den store popularitet råder Comic Markets officielle hjemmeside førstegangsbesøgende til først at komme om eftermiddagen for at undgå at skulle stå i kø. Dem der ankommer ved åbningstid kl. 10.00 må regne med at skulle stå i kø i omkring en time for at komme ind, mens dem der kommer med første tog om morgenen må vente i omkring fem timer før dørene slåes op.
Det er ikke tilladt at stille sig i kø foran messeområdet før dagen, hvor Comic Market begynder. Det skyldes at der er tusinder, der forsøger at komme i så god tid, at de kan nå at købe netop favoritting, ikke mindst berømte ting så som doujinshi af berømte forfattere eller specielle ting lavet i begrænset oplag. I praksis er der dog alligevel en del, der vælger at overnatte foran messeområdet, så selv folk der kommer med første morgentog på selve åbningsdagen må indstille sig på, at der allerede er kø, når de ankommer.

## Størrelse
I 1982 havde Comic Market mindre end 10.000 besøgende, men allerede i 1989 var der over 100.000. Siden er tallet steget til lidt over en halv million for hver tredages periode. Comic Market 84 der fandt sted 10.-12. august 2013 satte således rekord for Sommer Comic Market med anslået 590.000 besøgende, en forbedring af rekorderne fra Comic Market 76 og 82, der begge besøgtes af anslået 560.000. For Vinter Comic Market blev den tilsvarende rekord sat af Comic Market 95, der fandt sted 29.-31. december 2018 med anslået 570.000 besøgende, en forbedring af rekorden fra Comic Market 87 med anslået 560.000 besøgende. Rekorden for en enkelt dag er på 210.000 besøgende, der blev sat 31. december 2017 under Comic Market 93 og tangeret 12. august 2018 ved Comic Market 94.
Ved Comic Market 96, der for første gang fandt sted over en firedages periode fra 9. til 12. august 2019, kom der 730.000 besøgende. Ved Comic Market 97, der ligeledes fandt sted over en firedages periode fra 28. til 31. december 2019, kom der 750.000 besøgende. Det skal dog bemærkes, at der ikke udstedes unikke besøgspas, så folk der kommer flere dage bliver talt med hver gang. Fra Comic Market 96 blev den hidtil gratis adgang ændret til, at de besøgende skulle købe armbånd til 500 yen eller et katalog med armbånd for at deltage. Ændringen skyldtes øgede omkostninger ved at have to udstillingssteder og mindre indtægter grundet plads til færre boder. Dertil kom sikkerhedshensyn med henblik på at håndtere det store antal mennesker på begrænset plads.
Ved Comic Market 99 blev der solgt billetter, der gav tidlig adgang fra kl. 10.00 til 5.000 yen, og generelle billetter med adgang fra kl. 11.00 til 2.000 yen. En billet til cosplay-området kostede 3.500 yen. På grund af coronaviruspandemien var arrangementet reduceret til to dage, 30.-31. december 2021, hvor der var tilladt ca. 55.000 besøgende pr. dag. Ved Comic Market 100, 13.-14. august 2022, var der tilladt ca. 85.000 besøgende pr. dag. De fik taget deres temperatur, når de fik deres armbånd, og skulle bære mundbind indendørs. Ved Comic Market 101, 30.-31. december 2022, var der ca. 90.000 besøgende pr. dag. Ved Comic Market 102, 12.-13. august 2023, er det planen at øge det daglige besøgstal til 120.000 pr. dag, afhængigt af myndighedernes retningslinjer.
Antallet af sælgende grupper, kendt som cirkler, ligger på omkring 35.000 fordelt med 11-12.000 på hver dag i løbet af tredagesperioderne. Langt de fleste af deltagerne i cirklerne er amatører og entusiastiske kunstnere. 70 % af de deltagende cirkler taber penge på det, og kun 15 % har overskud. Størstedelen af deltagerne er kvinder med en andel på 57 % ved Comic Market 84. De besøgende er til gengæld overvejende mænd med 64 % ved Comic Market 78. På den første dag i en tredagesperiode fokuseres normalt på shounen, på andendagen på shoujo og på tredjedagen på ting for voksne men med en del overlap alle tre dage. En del af de doujinshi der sælges er familievenlige, men det er ikke mindst doujinshi med hentai, der er med til at trække folk til. Der er dog ikke opgørelser over, hvor meget der sælges af hvert. Til gengæld er der opgørelser af hvor mange doujinshi, der laves med de enkelte franchise, hvilket kan være med til at give en ide om, hvor populære de er.

## Katalog
Ved Comic Market bliver der udgivet et katalog med information om messen. Kataloget indeholder lister over alle deltagende grupper, kort over messeområdet, anvisninger til at kommer til og fra messen, regler for messen og en eller to billeder for hver deltagende gruppe. Desuden er der resultatet af undersøgelser blandt deltagere og artikler om emner for doujinshi-skabere. Kataloget udgives på tryk og på dvd-rom samt gratis på internettet. Der er ikke noget krav om at købe et katalog for at deltage i modsætning til mange andre japanske messer. Kataloget sættes til salg i butikker to uger før messen.
Den trykte udgave af kataloget er omtrent på størrelse med en gennemsnitlig telefonbog. På dvd-rom-udgaven er der ekstra ting så som en avanceret søgefunktion og et klikbart kort. Der er ikke noget engelsk udgave af kataloget, men der er fire sider i det med grundlæggende information til besøgende på engelsk, kinesisk og koreansk.